# 御内书

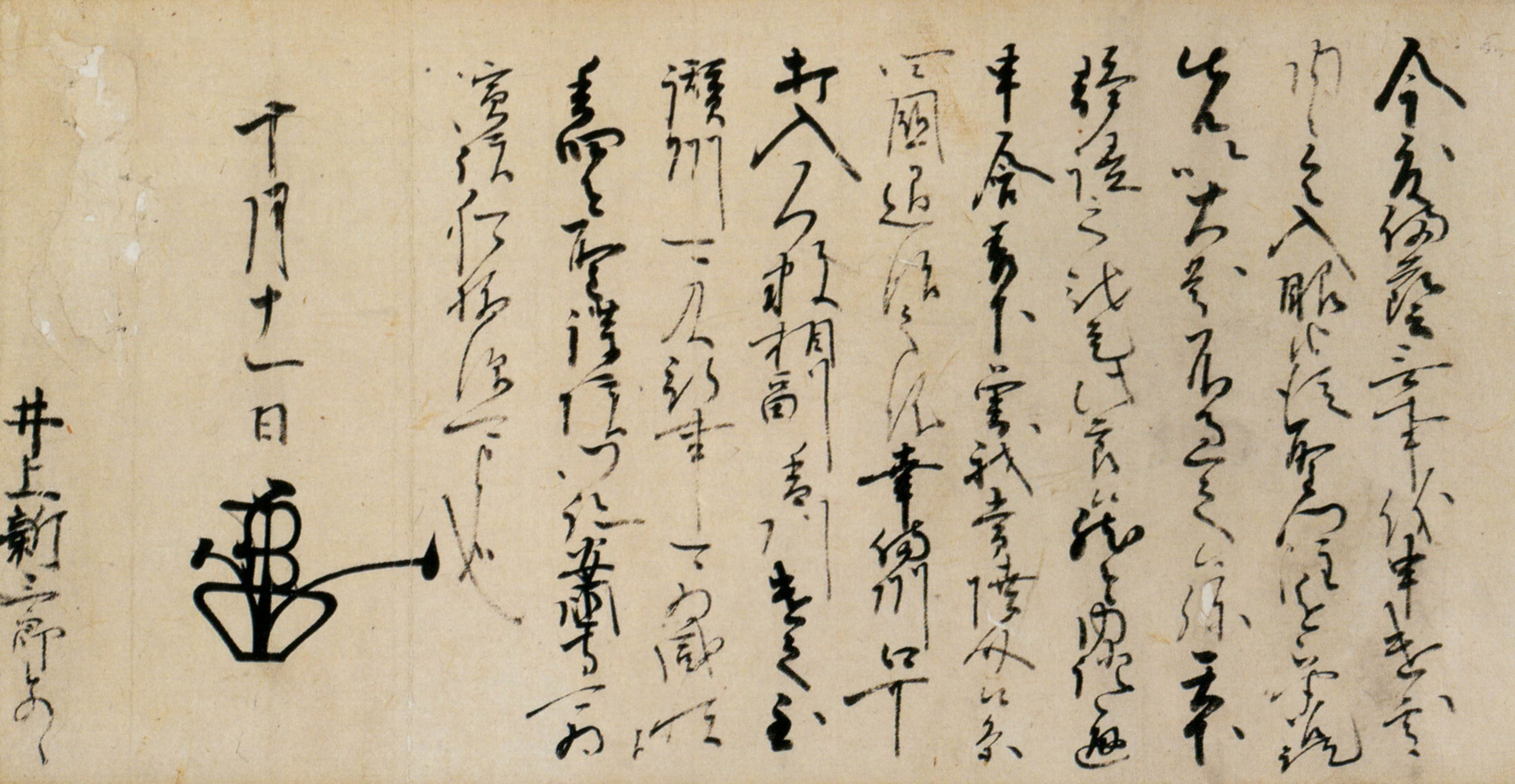
足利義昭的御内書（大阪城天守閣藏）

御内书（日语：／）是日本室町幕府将军颁布的以私人书信形式发出的公文，加盖将军本人的花押和署判（署名、捺印），具有与幕府正式命令书相同的法律效力。